# Kim Bo-reum
Kim Bo-reum (Hangul: 김보름) (Daegu, 6 februari 1993) is een Zuid-Koreaanse langebaanschaatsster en shorttrackster.

## Biografie
In 2007, op 15-jarige leeftijd, werd Kim geselecteerd voor de Zuid-Koreaanse junioren shorttrackploeg. Daarmee won ze de gouden medaille op de 2000 meter aflossing bij het Aziatische shorttrackkampioenschap voor junioren.

### Langebaanschaatsen
In 2010 besloot Kim om te gaan schaatsen op de langebaan, bij de Koreaanse afstand kampioenschappen won ze bij de 3000 meter de bronzen medaille. Op de Aziatische Winterspelen 2011 reed ze de 3000 meter en 5000 meter, waarop ze respectievelijk tweede en vierde werd. In datzelfde jaar deed ze ook mee aan het Wereldkampioenschap voor junioren, daarop eindigde ze als 5e in het klassement en pakte ze goud op de ploegenachtervolging.
In het seizoen 2011-2012 deed Kim mee aan het Aziatisch allround kampioenschap waarop ze op haar favoriete afstand, de 3000 meter, werd gediskwalificeerd. Verder nam ze ook nog deel aan de Wereldkampioenschappen junioren 2012, hierbij behaalde ze brons in het allroundklassement. Ook won Kim wederom de ploegenachtervolging met haar landgenotes Park Do-yeong en Lim Jeong-soo.
Bij het schaatsen op de Winteruniversiade 2013 won Kim de 1500 meter en de ploegenachtervolging, evenals zilver op de 3000 en 5000 meter achter olympisch kampioene Martina Sáblíková. In 2015/2016 specialiseerde ze zich ook op de massastart. In 2018 won ze zilver op dat onderdeel tijdens de Olympische Winterspelen in Gangneung. Bij de ploegenachtervolging echter ging het mis.

## Persoonlijke records
| Afstand    | Tijd    | Datum             | Baan           |
| ---------- | ------- | ----------------- | -------------- |
| 500 meter  | 41,08   | 29 december 2012  | Changchun      |
| 1000 meter | 1.19,32 | 29 september 2012 | Calgary        |
| 1500 meter | 1.56,39 | 20 september 2013 | Calgary        |
| 3000 meter | 4.03,85 | 9 februari 2017   | Gangneung      |
| 5000 meter | 7.05,55 | 20 november 2015  | Salt Lake City |

## Resultaten
| Jaar | CK Azië           | Aziatische Spelen    | WK Allround                                         | WK Afstanden                              | Olympische Spelen             | WK junioren                        |
| ---- | ----------------- | -------------------- | --------------------------------------------------- | ----------------------------------------- | ----------------------------- | ---------------------------------- |
| 2011 |                   | 3000m · 4e 5000m     |                                                     |                                           |                               | 5e · (13, 6, 10, ) · achtervolging |
| 2012 | NC7 (5, DQ, 6, -) |                      |                                                     |                                           | · (13, , 6, ) · achtervolging |                                    |
| 2013 | NC7 (5, DQ, 6, -) |                      | 11e 1500m · 9e 3000m · achtervolging                |                                           |                               |                                    |
| 2014 | NC7 (5, DQ, 6, -) |                      |                                                     | 21e 1500m 13e 3000m 8e achtervolging      |                               |                                    |
| 2015 | NC7 (5, DQ, 6, -) | NC18 (22, 16, 16, -) | 19e 3000m 12e 5000m 12e massastart 5e achtervolging |                                           |                               |                                    |
| 2016 |                   |                      | 7e 3000m · massastart                               |                                           |                               |                                    |
| 2017 |                   |                      | 6e 3000m · massastart · 5e achtervolging            |                                           |                               |                                    |
| 2018 |                   |                      |                                                     | 18e 3000m · massastart · 8e achtervolging |                               |                                    |
| 2019 |                   |                      | 24e massastart                                      |                                           |                               |                                    |
| 2020 |                   |                      | massastart                                          |                                           |                               |                                    |
|      |                   |                      |                                                     |                                           |                               |                                    |
| 2022 |                   |                      |                                                     |                                           | 5e massastart                 |                                    |

- = geen deelname.
DQ = diskwalificatie.
(#, #, #, #) = afstandspositie op allroundtoernooi (500m, 3000m, 1500m, 5000m) of op juniorentoernooi (500m, 1500m, 1000m, 3000m).